# Sallah
Sallah és un personatge fictici, amic i col·lega d'Indiana Jones. Fou interpretat per l'actor John Rhys-Davies, que apareix a "A la recerca de l'arca perduda" i a "Indiana Jones i l'última croada".